# 大時代的故事
大時代的故事是一款由漢堂國際資訊於1992年發行的回合制戰棋遊戲，是少數以民國初年國民革命軍北伐與對日抗戰為歷史背景的遊戲。遊戲內容分為三個時期，北伐時期、抗戰前期、抗日後期。遊戲平臺為磁碟作業系統，迄今仍有愛好者為遊戲製作修改版本。《大時代的故事》是漢堂的第二部原創作品，扭轉了前作《隋唐群雄傳》因品質較差而受到玩家的負評。:297《大時代的故事》成功推出後，漢堂公司的遊戲研發被視為走入正軌，隨後的幾年推出了如《天外聖劍錄》、《炎龍騎士團》等幾款經典之作。:297
2009年，遊戲製作人鄭立以大時代的故事為藍本，以新技術復刻此遊戲，並增加新劇情製成《民國無雙》。

## 評價
《电脑报》評論員金南認為該作「魅力不亚于日本光荣公司的《三国志》系列」。

## 外部連結
- 遊戲基地 大時代的故事版面（页面存档备份，存于）